# Simón Ramírez
Simón Alonso Ramírez Cuevas, noto semplicemente come Simón Ramírez (Talcahuano, 3 novembre 1998), è un calciatore cileno, difensore dell'Unión Española.

## Caratteristiche tecniche
È un terzino destro.

## Carriera
Cresciuto nel settore giovanile dell'Huachipato, ha esordito in prima squadra il 5 marzo 2016 disputando l'incontro di Primera División cilena pareggiato 1-1 contro il San Marcos de Arica. Il 5 gennaio 2017 è stato acquistato dal Benfica, con cui ha trascorso due stagioni e mezza nella formazione B prima di passare al Belenenses SAD. Nel gennaio 2020, dopo due sole gare disputate, ha fatto ritorno in patria firmando con l'Univ. de Concepción.

## Statistiche
Statistiche aggiornate all'11 giugno 2020.

### Presenze e reti nei club
| Stagione          | Squadra             | Campionato        | Campionato | Campionato | Coppe nazionali | Coppe nazionali | Coppe nazionali | Coppe continentali | Coppe continentali | Coppe continentali | Altre coppe | Altre coppe | Altre coppe | Totale | Totale | Totale |
| Stagione          | Squadra             | Comp              | Pres       | Reti       | Comp            | Pres            | Reti            | Comp               | Pres               | Reti               | Comp        | Pres        | Reti        | Pres   | Reti   |        |
| ----------------- | ------------------- | ----------------- | ---------- | ---------- | --------------- | --------------- | --------------- | ------------------ | ------------------ | ------------------ | ----------- | ----------- | ----------- | ------ | ------ | ------ |
| 2015-2016         | Huachipato          | PD                | 8          | 0          | CC              | 0               | 0               |                    | -                  | -                  |             | -           | -           | 8      | 0      |        |
| 2016-gen. 2017    | Huachipato          | PD                | 10         | 0          | CC              | 4               | 0               |                    | -                  | -                  |             | -           | -           | 14     | 0      |        |
| Totale Huachipato | Totale Huachipato   | Totale Huachipato | 18         | 0          |                 | 4               | 0               |                    | -                  | -                  |             | -           | -           | 22     | 0      |        |
| gen.-giu. 2017    | Benfica B           | LdH               | 6          | 0          |                 | -               | -               |                    | -                  | -                  |             | -           | -           | 6      | 0      |        |
| 2017-2018         | Benfica B           | LdH               | 14         | 0          |                 | -               | -               |                    | -                  | -                  |             | -           | -           | 14     | 0      |        |
| 2018-2019         | Benfica B           | LdH               | 4          | 0          |                 | -               | -               |                    | -                  | -                  |             | -           | -           | 4      | 0      |        |
| Totale Benfica B  | Totale Benfica B    | Totale Benfica B  | 24         | 0          |                 | -               | -               |                    | -                  | -                  |             | -           | -           | 24     | 0      |        |
| 2019-gen. 2020    | Belenenses SAD      | PL                | 1          | 0          | CP+CdL          | 0+1             | 0               |                    | -                  | -                  |             | -           | -           | 2      | 0      |        |
| 2020              | Univ. de Concepción | PD                | 8          | 1          | CC              | 0               | 0               |                    | -                  | -                  |             | -           | -           | 8      | 1      |        |
| Totale carriera   | Totale carriera     | Totale carriera   | 51         | 1          |                 | 5               | 0               |                    | -                  | -                  |             | -           | -           | 56     | 1      |        |